# Blitz und Donner (Spiel)
Blitz und Donner (englischer Originaltitel Hera and Zeus) ist ein Kartenspiel des amerikanischen Spieleautors Richard Borg für zwei Personen. Das Spiel erschien im Jahr 2000 beim Verlag Kosmos Spiele und wurde in der Serie Spiele für Zwei veröffentlicht, zeitgleich erschien es auf Englisch bei Rio Grande Games in den Vereinigten Staaten.
Im Jahr 2001 wurde das Spiel in der englischen Version für den International Gamers Award in der Kategorie für 2-Spieler-Strategiespiele nominiert.

## Thema und Ausstattung
Bei dem Spiel handelt sich um ein Duell-Kartenspiel, bei dem die beiden Mitspieler durch den taktischen Einsatz der jeweils ihrer Gottheit Hera oder Zeus zugehörigen Kartensatz versuchen,  die Karten des Gegners zu besiegen und dadurch jeweils eine der Ziel- bzw. Gefangenenkarten, „Argus“ oder „Io“, im Deck des Gegners zu finden.
Das Spielmaterial besteht neben der Spieleanleitung aus:
- 86 Spielkarten in fünf Farben, davon je 43 Karten für Zeus und Hera,
- einen Zeus- und einen Hera-Spielstein, und
- 2 Übersichtstafeln über die verschiedenen Charaktere.

Der Kartensatz der beiden Spieler besteht jeweils aus 43 Karten. Die meisten dieser Karten sind mit einem Wert von 0 bis 7 beschriftet, der ihre Stärke anzeigt. In einem Kampf ohne Sonderfunktionen gewinnen dabei immer die Karten mit den höheren Werten. Auf manchen Karten gibt es zusätzlich eine Auszeichnung als mythische Karte, für diese Karten gelten besondere Regeln. Einige Karten sind nur mit einem solchen Symbol gekennzeichnet, die sie als nur einmal spielbare Sonderkarten kennzeichnen.

## Spielweise
Zur Spielvorbereitung wählt jeder der beiden Spieler aus, ob er Hera oder Zeus spielt, und bekommt den entsprechenden Kartensatz sowie den entsprechenden Holzmarker und jeweils eine Übersichtskarte zu den Eigenschaften und der Anzahl der einzelnen Karten. Jeder Spieler mischt seinen Kartensatz und zieht 9 Handkarten, den Rest legt er als verdeckten Nachziehstapel (Talon) vor sich ab.
Im Spiel bildet jeder der beiden Spieler nach und nach eine Tischauslage aus verdeckten Karten, die aus maximal vier hintereinander liegenden Gruppen von jeweils 3 nebeneinander liegenden Karten besteht. In jeder der drei Reihen können später also jeweils eine bis vier Karten liegen. Zudem gibt es einen Ablagestapel für abgelegte und besiegte Karten pro Spieler.
Zu Beginn des Spiels wählt jeder Spieler drei seiner Handkarten aus und legt diese verdeckt als erste Kartengruppe so in die Auslage, dass sich die jeweils drei Karten gegenüberliegen. Die Spieler kommen dann abwechselnd an die Reihe  und können pro Zug so viele Aktionen ausführen, wie sie Reihen ausliegen haben (zu Beginn drei, da sie drei nebeneinander liegende Karten haben). Eine Ausnahme dazu bilden die Karten „Hera“ und „Zeus“, die eine weitere Aktion ermöglichen. Als Aktionen kann der Spieler eine Karte nachziehen, eine Karte auslegen, eine gegnerische Karte herausfordern oder eine mythische Karte einsetzen; dabei darf er die Aktionen in beliebiger Reihenfolge und dieselbe Aktion auch mehrmals ausführen, er muss allerdings alle Aktionspunkte verbrauchen. Hat ein Spieler zu Beginn seines Zuges keine Karte ausliegen, bekommt er keine Aktionspunkte und hat das Spiel sofort verloren.
Entscheidet sich ein Spieler für das Nachziehen einer Karte, nimmt er eine Karte vom Nachziehstapel und fügt diese seinen Handkarten zu. Jeder Spieler darf immer maximal 12 Karten auf der Hand haben. Will er eine Karte auslegen, wählt er eine Handkarte aus und legt diese verdeckt in einer Reihe entweder vor, hinter oder zwischen seinen bereits ausliegenden Karten ab. Möchte er die Karte auf den Platz einer bereits ausliegenden Karte legen, wird diese gemeinsam mit weiteren dahinterliegenden um jeweils einen Platz nach hinten geschoben; dabei darf die Maximalanzahl von vier Karten in einer Reihe nicht überschritten werden. Alternativ darf er auch eine neue Reihe beginnt, unabhängig davon, ob die anderen Reihen bereits gefüllt sind. Einmal liegende Karten können jedoch nur durch die Auslage neuer Karten verschoben werden und bleiben ansonsten liegen. Eine Ausnahme bietet die Karte des Dionysus, der einen Kartentausch ermöglicht. Alle verdeckt ausliegenden Karten darf sich der Spieler jederzeit ansehen.
Eine Herausforderung dürfen die Spieler erst ab der zweiten Runde als Aktion ausführen. Dabei kann ein Spieler immer dann eine Karte herausfordern, wenn sie einer eigenen Karte in der ersten Gruppe direkt gegenüberliegt. Um eine Herausforderung zu starten, schiebt der Spieler die eigene Karte leicht vor, dreht sie um und gibt damit den Stärkewert der Karte bekannt. Der Gegner dreht ebenfalls seine Karte um und zeigt den Stärkewert sowie eventuell vorhandene mythische Eigenschaften der Karte. Im Regelfall gewinnt der Spieler mit dem höheren Stärkewert das Duell und der Gegner muss seine Karte auf den Ablagestapel legen, die dahinterliegende Karte rückt in die erste Gruppe nach. Die Gewinnerkarte bleibt in dem Fall offen liegen und kann abhängig von den verfügbaren Aktionen weitere Herausforderungen gegen nachrückende Karten aussprechen. Sind die Stärkewerte identisch, gibt es keinen Sieger und beide Karten werden abgelegt. Handelt es sich bei einer beteiligten Karte um eine Karte mit mythischen Eigenschaften oder wird als Aktion eine Karte mit mythischen Fähigkeiten ausgespielt, wird diese entsprechend dieser Eigenschaften behandelt.
Die beteiligten Karten der beiden Parteien sind:
| Karte             | Kampfwert | Mythische Eigenschaften | Anzahl |
| ----------------- | --------- | --- | ------ |
| Hera, Zeus        | –         | In der Runde, in der ein Spieler eine der beiden Götterkarten spielt, hat der Spieler sofort vier Aktionen zur Verfügung unabhängig von der Anzahl seiner Kartenreihen. Der Spieler stellt seinen Götterstein vor eine der Karten der ersten Gruppe und nimmt deren Platz ein, alle dahinterliegenden Karten werden zurückgeschoben; wenn die Reihe bereits aus vier Karten besteht, darf sie nicht gewählt werden und wenn alle Reihen voll sind, darf die Karte nicht gespielt werden. Der Götterstein bleibt an dieser Position stehen und darf nicht angegriffen werden oder angreifen, bis es dem Gegner gelingt, ihn mit Hilfe einer Pegasus-Karte zu entfernen. Solange der Götterstein im Spiel ist, kann der entsprechende Spieler in jeder Runde vier Aktionen durchführen. | 1/1    |
| Argus, Io         | 0         | Zielkarten – werden diese Karten herausgefordert oder müssen sie auf den Ablagestapel gelegt werden, gewinnt der jeweilige Spieler das Spiel | 1/1    |
| Medusa            | 0         | Wenn die (verdeckte oder offene) Medusa von einem Spieler herausgefordert wird, hat die herausfordernde Karte unabhängig von ihrem Kampfwert in der Regel verloren. Ausnahmen stellen die Amazone oder der Held dar, die die Medusa besiegen. Medusa selbst darf keine gegnerischen Karten herausfordern, sie bleibt stets passiv. | 4/4    |
| Pandora           | 0         | Wenn die (verdeckte) Pandora herausgefordert wird, verlieren beide Spieler sofort alle in der entsprechenden Reihe liegenden Karten. Befindet sich unter diesen eine der Zielkarten (Io oder Argus), hat der entsprechende Spieler sofort verloren. Hat ein Spieler Pandora auf der Hand und wird diese vom Gegner durch eine Pegasuskarte gezogen, muss der Spieler alle seine Handkarten ablegen. Befindet sich unter diesen eine der Zielkarten (Io oder Argus), hat der entsprechende Spieler ebenfalls sofort verloren. | 1/1    |
| Pegasus           | 1         | Die Pegasus-Karte hat, wenn sie in der Auslage liegt, einen Kampfwert von 1 und keine besonderen Fähigkeiten. Wird Pegasus als mythische Karte aus der Hand gespielt, kann er einen Angriff auf die gegnerische Kartenhand oder direkt gegen eine ausliegende Karte ausführen: - Wird der Pegasus gegen die gegnerische Kartenhand eingesetzt, darf der angreifende Spieler eine Karte aus der Kartenhand seines Gegners ziehen. Handelt es sich bei der Karte um eine Karte mit mythischen Symbol, muss diese abgelegt werden (Ausnahmen sind der Held, die Amazone sowie die beiden Zielkarten Io und Argus). Handelt es sich um eine Karte mit einem Stärkewert von 2 bis 7, muss der angreifende Spieler diese an eine von ihm gewählte Stelle der ersten Gruppe des Gegners legen (wenn dort Platz ist); kann sie nicht abgelegt werden, wird sie in den Ablagestapel gegeben. Handelt es sich bei der gezogenen Karte um eine der beiden Zielkarten, Io und Argus, endet das Spiel und der Angreifer mit dem Pegasus gewinnt. - Mit dem Pegasus kann ein Spieler auch direkt eine in der ersten Gruppe befindliche Karte oder einen Götterstein angreifen. | 9/9    |
| Pythia            | 0         | Pythia kann aus der Hand gespielt oder in die Auslage gelegt werden. Wird sie aus der Hand gespielt kann der ausspielende Spieler seinen Gegner zwingen, ihm alle seine Handkarten zu zeigen. Befindet sich Poseidon oder Nemesis in den Handkarten, werden diese in die Ablage gelegt. Alternativ kann sie eingesetzt werden, um den Gegner zu zwingen, eine seiner Reihen vollständig aufzudecken. In der Auslage kann Pythia wie alle anderen Karten genutzt werden. Fordert sie Poseidon oder Nemesis heraus, gewinnt sie das Duell, wird sie jedoch von diesen oder einer anderen Karte mit einem Stärkewert von 1 bis 7 gefordert, verliert sie. | 2/2    |
| Sirenen           | –         | Durch das Ausspielen der Sirenen kann ein Spieler eine oben auf dem Ablagestapel des Gegners befindliche Karte mit einem Stärkewert von 1 bis 7 auf die eigene Hand nehmen und als eigene Karte nutzen. | 1/1    |
| Hades             | –         | Durch das Ausspielen des Hades kann ein Spieler eine eigene beliebige im Ablagestapel befindliche Karte auf die eigene Hand zurücknehmen und noch einmal nutzen. | 1/1    |
| Persephone        | –         | Durch das Ausspielen der Persephone kann ein Spieler bis zu 3 eigene im Ablagestapel befindliche Pegasus-Karten auf die Hand zurücknehmen und noch einmal nutzen. | 1/1    |
| Dionysus          | –         | Durch das Ausspielen des Dionysus kann ein Spieler eine bereits ausgelegte Karte an eine beliebige Position in einer anderen Reihe legen oder in einer Reihe umplatzieren. | 2/2    |
| Held, Amazone     | 2         | Der Held und die Amazone sind die einzigen Karten, die die Medusa bezwingen können. | 5/5    |
| Zentaur, Furie    | 3         | – | 5/5    |
| Zyklop, Harpyie   | 4         | – | 4/4    |
| Gigant, Hydra     | 5         | – | 3/3    |
| Apoll, Artemis    | 6         | – | 2/2    |
| Poseidon, Nemesis | 7         | Poseidon und Nemesis sind die beiden stärksten Karten, sie können jedoch von Pythia besiegt werden. | 1/1    |

Das Spiel endet, wenn ein Spieler in der Auslage die jeweilige Zielkarte der gegnerischen Partei mit einer Karte mit einem Kampfwert von 1 bis 7 herausfordert und damit identifiziert. Alternativ gewinnt dein Spieler, wenn er die gegnerische Zielkarte bei einem Pgasus-Angriff aus der gegnerischen Kartenhand zieht. Das Spiel endet ebenfalls,
- wenn ein Spieler seine Anzahl an Aktionspunkten nicht verwenden kann,
- am Anfang seines Zuge keine Karten ausliegen hat und dadurch keine Aktionspunkte bekommt,
- bei einem Pegasus-Angriff die Pandora aus der Kartenhand gezogen wird und der Gegner gleichzeitig eine Zielkarte auf der Hand hat, oder
- ein Spieler in einer gegnerischen Reihe die Pandora aufdeckt und sich in derselben Reihe die Zielkarte befindet.

In all diesen Fällen verliert der Spieler, der keine Aktionen mehr durchführen kann oder seine Zielkarte verloren hat.

## Entwicklung und Rezeption
Das Spiel Blitz und Donner wurde von dem amerikanischen Spieleautor Richard Borg entwickelt und 2000 parallel von Rio Grande Games in den Vereinigten Staaten und von Kosmos Spiele in Deutschland zur Nürnberger Spielwarenmesse in der Serie Spiele für Zwei veröffentlicht. Im folgenden Jahr erschien es bei dem niederländischen Verlag 999 Games unter dem Namen Zeus en Hera und bei dem griechischen Kaissa Chess & Games als Ήρα και Δίας.
Im Jahr 2001 wurde das Spiel in der englischen Version für den International Gamers Award in der Kategorie für 2-Spieler-Strategiespiele nominiert, unterlag jedoch gegen das Spiel Battle Cry desselben Autors.
Im Jahr 2016 veröffentlichte Borg bei Filosofia Éditions und bei Z-Man Games das Spiel Thunder & Lightning auf Französisch und Englisch. Dabei handelt es sich um einen Abkömmling des Spiels Blitz und Donner, bei dem statt Hera und Zeus die germanischen Götter Thor und Loki gegeneinander antreten. Das Spiel wird nach der gleichen Spielmechanik gespielt, beinhaltet jedoch mehr Karten und damit mehr Sonderoptionen.

## Belege
1. 1 2 3 4 5 6 7 8 9  Spieleanleitung Blitz und Donner Kosmos Spiele, 2000
2. ↑  Versionen von Blitz und Donner in der Spieledatenbank BoardGameGeek (englisch); abgerufen am 25. August 2018.
3. ↑  2001 Nominees (Memento des Originals vom 8. Februar 2013 im Internet Archive)  Info: Der Archivlink wurde automatisch eingesetzt und noch nicht geprüft. Bitte prüfe Original- und Archivlink gemäß Anleitung und entferne dann diesen Hinweis. beim International Gamers Award; abgerufen am 25. August 2018.
4. ↑  Thunder & Lightning in der Spieledatenbank BoardGameGeek (englisch); abgerufen am 25. August 2018.